# Cosmik Roger
Cosmik Roger est une série de bande dessinée humoristique.
- Scénario : Mo/CDM
- Dessinateur : Julien/CDM
- Couleurs : Jaimito/CDM

## Synopsis
Dans le futur, les problèmes de surpopulation sur la Terre ont atteint un seuil critique. Alors que les êtres humains s'entassent là où ils peuvent (jusque dans la Maison-Blanche qui sert aussi de crèche et de supermarché), le président des Terriens décide d'envoyer un homme, Roger, explorer l'espace à la recherche d'une planète inhabitée et viable. Mais Roger est plus intéressé par la boisson et les femmes que par les problèmes de l'humanité.

## Albums
- Tome 1 : Cosmik Roger (2002)[1]
- Tome 2 : Une planète sinon rien  (2004)
- Tome 3 : Cosmik Roger contre le Général Gore (2005)
- Tome 4 : Le Rendez-vous des Anneaux (2006)
- Tome 5 : Les 12 Travaux de Cosmik Roger (2007)
- Tome 6 : Tragical Cosmik Tour (2009)
- Tome 7 : Cosmik Roger et les femmes (2013)[2]